# Luis Monti
Luis Monti, all'anagrafe Luis Felipe Monti (Buenos Aires, 15 maggio 1901 – Escobar, 9 settembre 1983), è stato un calciatore e allenatore di calcio argentino naturalizzato italiano, di ruolo centromediano. Vicecampione del mondo nel 1930 con l'Argentina e campione del mondo nel 1934 con l'Italia, è stato l'unico calciatore ad avere disputato due finali di Coppa del mondo con due nazionali diverse.
Ritenuto uno dei massimi esponenti della disciplina a livello mondiale durante il periodo interbellico, era soprannominato doble ancho, cioè "armadio a due ante" per via della sua robustezza e forza fisica.

## Biografia

### La famiglia Monti
Luis Monti nacque a Buenos Aires da genitori nati in Romagna.
La sua era una famiglia di calciatori: il fratello Enrique ha giocato nell'Huracán, nel San Lorenzo e nel Porvenir, prima di ritirarsi nel 1929, e lo zio Juan ha militato tra le file di San Lorenzo e General Mitre fino al 1920 e ha successivamente ricoperto ruoli dirigenziali nel club di Almagro. Altri parenti calciatori, seppur di minor rilevanza, sono i cugini Antonio, che ha militato in San Lorenzo e Colegiales, Eusebio, che ha giocato nel Banfield e nello Sportivo Palermo, Luis Pedro, che ha vestito le maglie di Alvear, Platense ed Estudiantes, e Mario, che ha giocato nel San Lorenzo e nel Nueva Chicago.
|  |  |         |         |            |            |            |            |            |            |  |  |               |               |               |               | ? Monti       | ? Monti       | ? Monti     | ? Monti     | ? Monti | ? Monti |            |            |               |               |               |               | ?             | ?             | ? | ? | ?           | ?           |             |             |             |             |   |   |  |  |                  |                  |                  |                  |                  |                  |  |  |               |               |               |               |               |               |   |   |   |   |
|  |  |         |         |            |            |            |            |            |            |  |  |               |               |               |               | ? Monti       | ? Monti       | ? Monti     | ? Monti     | ? Monti | ? Monti |            |            |               |               |               |               | ?             | ?             | ? | ? | ?           | ?           |             |             |             |             |   |   |  |  |                  |                  |                  |                  |                  |                  |  |  |               |               |               |               |               |               |   |   |   |   |
|  |  |         |         |            |            |            |            |            |            |  |  |               |               |               |               |               |               |             |             |         |         |            |            |               |               |               |               |               |               |   |   |             |             |             |             |             |             |   |   |  |  |                  |                  |                  |                  |                  |                  |  |  |               |               |               |               |               |               |   |   |   |   |
|  |  |         |         |            |            |            |            |            |            |  |  |               |               |               |               |               |               |             |             |         |         |            |            |               |               |               |               |               |               |   |   |             |             |             |             |             |             |   |   |  |  |                  |                  |                  |                  |                  |                  |  |  |               |               |               |               |               |               |   |   |   |   |
|  |  | Monti I | Monti I | Monti I    | Monti I    | Monti I    | Monti I    |            |            |  |  |               |               | Lagomarzino   | Lagomarzino   | Lagomarzino   | Lagomarzino   | Lagomarzino | Lagomarzino |         |         | Juan Monti | Juan Monti | Juan Monti    | Juan Monti    | Juan Monti    | Juan Monti    |               |               |   |   |             |             | ?           | ?           | ?           | ?           | ? | ? |  |  | Monti III        | Monti III        | Monti III        | Monti III        | Monti III        | Monti III        |  |  |               |               |               |               | ?             | ?             | ? | ? | ? | ? |
|  |  | Monti I | Monti I | Monti I    | Monti I    | Monti I    | Monti I    |            |            |  |  |               |               | Lagomarzino   | Lagomarzino   | Lagomarzino   | Lagomarzino   | Lagomarzino | Lagomarzino |         |         | Juan Monti | Juan Monti | Juan Monti    | Juan Monti    | Juan Monti    | Juan Monti    |               |               |   |   |             |             | ?           | ?           | ?           | ?           | ? | ? |  |  | Monti III        | Monti III        | Monti III        | Monti III        | Monti III        | Monti III        |  |  |               |               |               |               | ?             | ?             | ? | ? | ? | ? |
|  |  |         |         |            |            |            |            |            |            |  |  |               |               |               |               |               |               |             |             |         |         |            |            |               |               |               |               |               |               |   |   |             |             |             |             |             |             |   |   |  |  |                  |                  |                  |                  |                  |                  |  |  |               |               |               |               |               |               |   |   |   |   |
|  |  |         |         |            |            |            |            |            |            |  |  |               |               |               |               |               |               |             |             |         |         |            |            |               |               |               |               |               |               |   |   |             |             |             |             |             |             |   |   |  |  |                  |                  |                  |                  |                  |                  |  |  |               |               |               |               |               |               |   |   |   |   |
|  |  |         |         | Luis Monti | Luis Monti | Luis Monti | Luis Monti | Luis Monti | Luis Monti |  |  | Enrique Monti | Enrique Monti | Enrique Monti | Enrique Monti | Enrique Monti | Enrique Monti |             |             |         |         |            |            | Antonio Monti | Antonio Monti | Antonio Monti | Antonio Monti | Antonio Monti | Antonio Monti |   |   | Mario Monti | Mario Monti | Mario Monti | Mario Monti | Mario Monti | Mario Monti |   |   |  |  | Luis Pedro Monti | Luis Pedro Monti | Luis Pedro Monti | Luis Pedro Monti | Luis Pedro Monti | Luis Pedro Monti |  |  | Eusebio Monti | Eusebio Monti | Eusebio Monti | Eusebio Monti | Eusebio Monti | Eusebio Monti |   |   |   |   |

### Dopo il ritiro
Nel 1950 tornò a vivere in Argentina, a Buenos Aires, collaborando con l'Hinduclub della città.
Nel luglio 1953 fu protagonista di un fatto di cronaca: un truffatore di Rosario, specializzato in frodi ai danni di piccoli industriali, fu arrestato. Non avendo documenti d'identità, affermò di essere Luisito Monti, e a dimostrazione di ciò mostrò ai poliziotti una cicatrice che sarebbe il segno di un calcio dato da un giocatore inglese nella gara nota come battaglia di Highbury. Il vero Monti, chiamato a testimoniare, fu scagionato e il truffatore fu incarcerato.
Nel giugno 1978 ricevette la visita della nazionale italiana, impegnata nel mondiale.
Morì per un arresto cardiaco il 9 settembre 1983 nella sua casa a Escobar, sobborgo della capitale argentina.

## Caratteristiche tecniche

### Giocatore
Monti e Angelo Schiavio furono protagonisti di numerosi episodi negativi nel corso delle rispettive carriere.
Il primo duro contatto tra i due avvenne il 15 agosto 1929, a Buenos Aires, nel corso della tournée estiva del Bologna, il club di Schiavio. Nella gara Monti intervenne più volte sul centravanti felsineo e fu sfiorata la rissa in numerose occasioni. Il secondo fu il primo maggio 1932, nella gara di campionato tra il club rossoblu e la Juventus: al 44' Monti colpì violentemente, stordendolo, Schiavio, che fu trasportato a braccia fuori dal campo. Ci volle oltre mezz'ora per rianimarlo del tutto. I due furono riappacificati anni dopo da Vittorio Pozzo.
Monti provava antipatia anche nei confronti di Matthias Sindelar, che affrontò nel corso dei Mondiali del 1934, e da quel momento in poi si rifiutò di giocare una partita contro di lui.
Giocava nel ruolo di difensore centrale o centromediano, capace di svariare sul fronte difensivo. Monti era un campione noto per giocare in modo molto duro, tanto da essere soprannominato "il macellaio" dopo il Mondiale 1930.
Centrosostegno, rivelò negli anni argentini «la vocazione al doppio compito di spietato francobollatore del centravanti e primo motore del gioco». Carlo Felice Chiesa lo ha descritto «Fisicamente massiccio, dotato di una naturale predisposizione al tackle [...]. La durezza dei suoi interventi era proverbiale, come la sua resistenza al dolore».
Vittorio Pozzo ne apprezzava «modo di servire le ali, in linea diretta, con traversoni di quaranta o più metri, bassi o a mezza altezza, che facevano aprire tanto d'occhi». Il Dizionario biografico enciclopedico ribadisce la sua funzione di «motore del gioco» nella descrizione dell'Italia campione mondiale del 1934 e 1938: «[Monti] accoppia terrificanti durezze nelle chiusure difensive alla qualità dei lunghi rilanci precisi al millimetro con cui arriva il gioco offensivo [...]; è il vertice arretrato di un triangolo con i due interni [Meazza e Ferrari], che collaborano alla costruzione più che far parte del quintetto offensivo».

## Carriera

### Giocatore

#### Club

##### Argentina

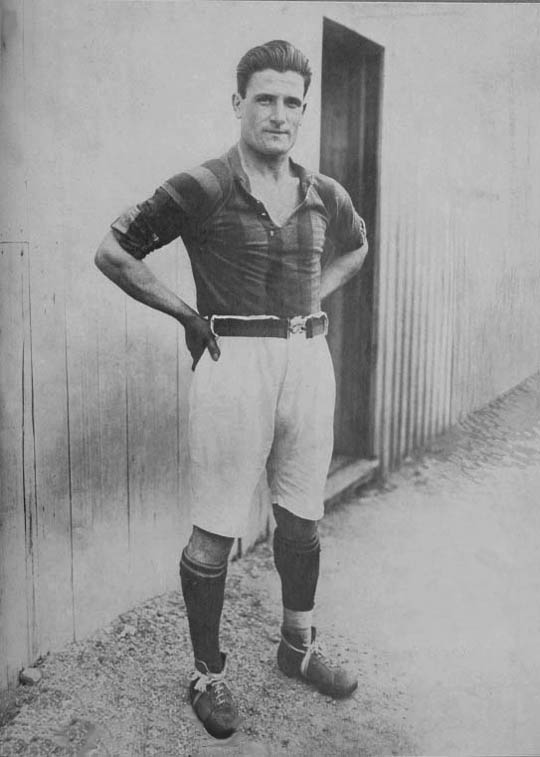
Monti nel 1925 con la maglia del San Lorenzo

Fu uno dei tanti giocatori oriundi che nel primo dopoguerra vestirono la maglia della nazionale italiana. Dopo aver svolto numerosi mestieri, tra cui il pastaio a Tigre, iniziò a giocare al General Mitre.
Nel 1921, sollecitato dallo zio Juan, si trasferì all'Huracán, dove rimase per una sola stagione. L'anno dopo passò al CA Palermo e poi al San Lorenzo. Nel club di Almagro visse il periodo più florido della sua carriera in Argentina, segnando 40 gol in 202 partite di campionato nel corso di nove stagioni.
Continuò però a giocare, parallelamente, anche in altre squadre, giacché la presenza di due federazioni, AAF e AAm, permetteva ai giocatori di partecipare a due campionati contemporaneamente.

##### Juventus
Si trasferì in Italia nel luglio 1931, voluto alla Juventus da Raimundo Orsi, grazie alla mediazione del procuratore Rava; si fece pagare cinquemila dollari americani al mese, più una casa nei pressi di Torino. In maglia bianconera vinse ben quattro scudetti consecutivi, divenendo uno dei maggiori artefici del cosiddetto Quinquennio d'oro vissuto dalla squadra piemontese nella prima metà degli anni 30. Collezionò con la Vecchia Signora 263 presenze realizzando 22 gol, 19 dei quali in Serie A.

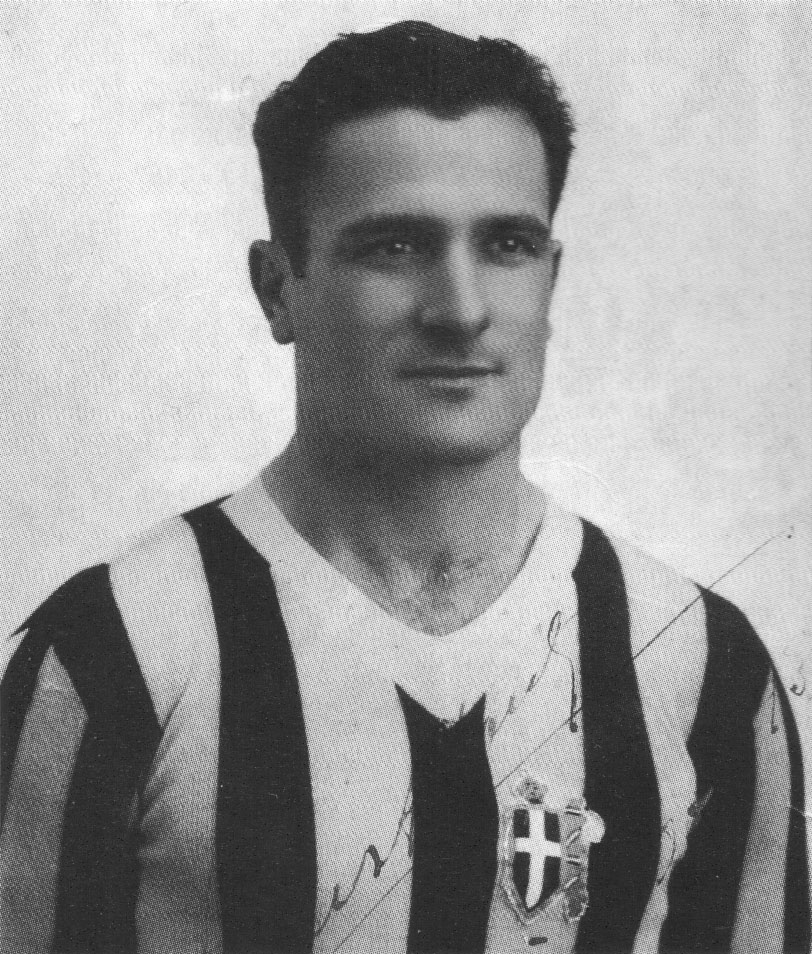
Monti nella prima metà degli anni 30 con la maglia della Juventus

La carriera italiana non era cominciata però bene: dopo aver debuttato con una rete nella gara contro la Pro Patria, a causa della sua mancanza di forma che lo portava a essere in sovrappeso di 15 chili decise autonomamente di restare fuori squadra per mettersi a dieta con esercizi fisici. Ogni giorno infatti correva con addosso tre maglioni di lana lungo il viale Stupinigi, seguendo una dieta sotto la guida del massaggiatore Guido Angeli. Conservò quest'abitudine anche dopo il dimagrimento, alzandosi presto e correndo sei giri di campo con il maglione allo stadio.
Dopo la fine del recupero, durato due settimane, divenne titolare sino alla fine del campionato, nel quale giocò 29 partite segnando due gol. Monti non volle aumenti salariali, nonostante le proposte della dirigenza, affermando che «Il contratto è quello e voglio rispettarlo» Durante una tournée con il club bianconero, fu protagonista di uno scandalo: per passatempo aveva rubato un antico veliero dalla hall dell'albergo parigino in cui alloggiava; fu costretto a restituire il maltolto giusto in tempo per evitare ulteriori polemiche.
Si ritirò dal calcio professionistico con la stagione 1938-1939, a trentasette anni, dopo un grave infortunio. In seguito, tra il 1938 e il 1947 giocò amatorialmente in alcuni club francesi, spagnoli, svizzeri, tedeschi, austriaci e jugoslavi.

#### Nazionale

##### Argentina

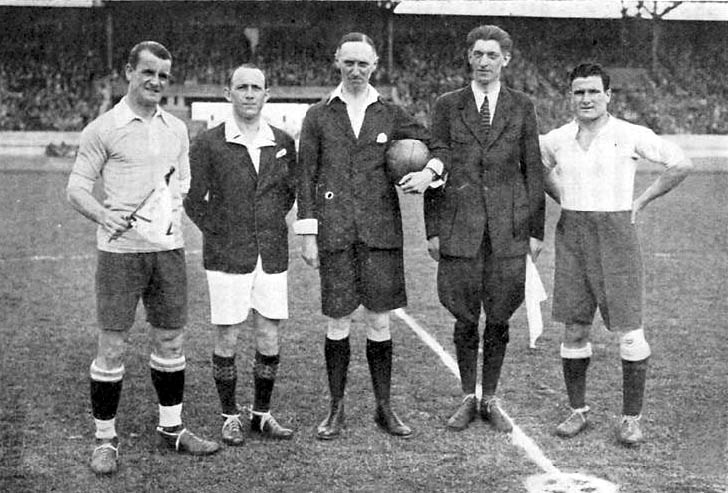
Monti (a destra), capitano dell'Argentina, assieme all'uruguaiano Nasazzi e alla terna arbitrale prima della finale del torneo olimpico di Amsterdam 1928

Centrosostegno massiccio ed efficace, esordì con la nazionale argentina nell'agosto 1924, disputando il torneo olimpico di Amsterdam 1928 e conquistando il secondo posto al campionato del mondo 1930 in Uruguay: qui, il gol su punizione che segnò all'81' della gara vinta 1-0 contro la Francia è passato alla storia come la prima marcatura di un calciatore argentino della storia dei campionati mondiali, nonché la prima in assoluto su calcio piazzato nella rassegna iridata.
Nella fase a gironi del mondiale uruguaiano, nella sfida contro il Cile, fu continuamente strattonato da un avversario a tal punto che si rifiutò di giocare la successiva gara contro gli Stati Uniti; i compagni di squadra furono costretti a chiamare una delegazione da Buenos Aires, che dopo giorni di trattative lo convinse a tornare sui suoi passi.
Secondo indiscrezioni, suffragate dalla testimonianza di Francisco Varallo, inizialmente Monti si rifiutò di giocare anche la finale contro i padroni di casa dell'Uruguay poiché minacciato di morte da due mafiosi siciliani, Marco Scaglia e Luciano Benetti, legati al regime fascista all'epoca al potere in Italia; alla fine fu convinto a scendere in campo ma, per il timore, rimase in ombra per tutta la gara.

##### Italia

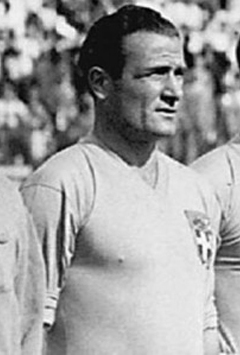
Monti nel corso degli anni 30 con la divisa dell'Italia

Grazie ai suoi avi emiliani poté giocare, fin dal dicembre 1932, con la nazionale azzurra, con cui totalizzò diciotto presenze e un gol, conquistando il titolo mondiale del 1934 agli ordini di Vittorio Pozzo. Un'altra indiscrezione afferma che Monti venne ancora una volta minacciato di morte: si dice infatti che avesse ricevuto da Mussolini una lettera che diceva: «[...] siete gli artefici del vostro destino. Se vincete bene, se perdete, che Dio vi aiuti!». Monti divenne così il primo e, sinora, unico giocatore ad aver disputato due finali mondiali con due casacche differenti.
Patì un pesante infortunio di gioco nella gara contro l'Inghilterra disputata il 14 novembre 1934 e passata alla storia come Battaglia di Highbury. Subì un duro pestone che gli fratturò l'alluce dal centravanti inglese Drake. Nonostante ciò Monti non volle abbandonare il campo, restando inutilizzabile all'ala. Nell'intervallo fu convinto da un medico ad andare all'ospedale, rimanendo lontano dai campi da gioco per quasi un anno. Nonostante questo, la sua carriera continuò in nazionale sino al 1936.

### Allenatore
Subito dopo il ritiro ottenne l'incarico di allenatore alla Triestina, ottenendo il dodicesimo posto in campionato.
Il 28 gennaio 1942 diviene l'allenatore della Juventus al posto di Giovanni Ferrari, portando la società bianconera al sesto posto in Serie A e, soprattutto, alla vittoria della sua seconda Coppa Italia. Nello stesso anno approda al Varese in Serie C, riuscendo a ottenere la promozione in Serie B.
Nell'agosto del 1945 approda alla neonata Fossanese, concludendo la Serie C al sesto posto. L'anno dopo è all'Atalanta, che conclude la stagione al nono posto. Rimarrà sulla panchina nerazzurra fino al 24 novembre, giorno del suo esonero. Nel 1947 allena il Vigevano in Serie B, ma alla fine della stagione la squadra viene retrocessa.
Il 22 luglio dello stesso anno ritornò in Argentina, a bordo del piroscafo "Ravello", con l'intenzione di smettere di allenare. Pochi mesi dopo viene però ingaggiato dall'Huracán. Vive l'ultima esperienza da allenatore al Pisa, che conclude la Serie B al nono posto.

## Statistiche

### Presenze e reti nei club
| Stagione           | Squadra            | Campionato         | Campionato | Campionato | Coppe nazionali | Coppe nazionali | Coppe nazionali | Coppe continentali | Coppe continentali | Coppe continentali | Totale | Totale |
| Stagione           | Squadra            | Comp               | Pres       | Reti       | Comp            | Pres            | Reti            | Comp               | Pres               | Reti               | Pres   | Reti   |
| ------------------ | ------------------ | ------------------ | ---------- | ---------- | --------------- | --------------- | --------------- | ------------------ | ------------------ | ------------------ | ------ | ------ |
| 1920               | General Mitre      | 2D                 | 0          | 0          | -               | -               | -               | -                  | -                  | -                  | 0      | 0      |
| 1921               | Huracán            | CC                 | 4          | 0          | CCAA+CCI        | 2+1             | 0               | -                  | -                  | -                  | 7      | 0      |
| 1922               | CA Palermo         | PD AAm             | ?          | ?          | -               | -               | -               | -                  | -                  | -                  | ?      | ?      |
| 1922               | San Lorenzo        | PD AAm             | 10         | 1          | -               | -               | -               | -                  | -                  | -                  | 10     | 1      |
| 1923               | San Lorenzo        | PD AAm             | 19         | 4          | -               | -               | -               | -                  | -                  | -                  | 19     | 4      |
| 1924               | San Lorenzo        | PD AAm             | 20         | 1          | -               | -               | -               | -                  | -                  | -                  | 20     | 1      |
| 1925               | San Lorenzo        | PD AAm             | 24         | 5          | -               | -               | -               | -                  | -                  | -                  | 24     | 5      |
| 1926               | San Lorenzo        | PD AAm             | 22         | 8          | -               | -               | -               | -                  | -                  | -                  | 22     | 8      |
| 1927               | San Lorenzo        | PD AAAF            | 32         | 5          | -               | -               | -               | -                  | -                  | -                  | 32     | 5      |
| 1928               | San Lorenzo        | PD AAAF            | 24         | 6          | -               | -               | -               | -                  | -                  | -                  | 24     | 6      |
| 1929               | San Lorenzo        | CE                 | 17         | 5          | -               | -               | -               | -                  | -                  | -                  | 17     | 5      |
| 1930               | San Lorenzo        | PD AAAF            | 34         | 5          | -               | -               | -               | -                  | -                  | -                  | 34     | 5      |
| Totale San Lorenzo | Totale San Lorenzo | Totale San Lorenzo | 202        | 40         | -               | -               | -               | -                  | -                  | -                  | 202    | 40     |
| 1931               | Sportivo Palermo   | CC                 | ?          | ?          | -               | -               | -               | -                  | -                  | -                  | ?      | ?      |
| 1931-1932          | Juventus           | A                  | 29         | 2          | -               | -               | -               | MC                 | 4                  | 0                  | 33     | 2      |
| 1932-1933          | Juventus           | A                  | 33         | 6          | -               | -               | -               | MC                 | 3                  | 0                  | 36     | 6      |
| 1933-1934          | Juventus           | A                  | 34         | 4          | -               | -               | -               | MC                 | 4                  | 0                  | 38     | 4      |
| 1934-1935          | Juventus           | A                  | 20         | 2          | -               | -               | -               | MC                 | 7                  | 1                  | 27     | 3      |
| 1935-1936          | Juventus           | A                  | 30         | 2          | CI              | 2               | 0               | -                  | -                  | -                  | 32     | 2      |
| 1936-1937          | Juventus           | A                  | 27         | 1          | CI              | 4               | 1               | -                  | -                  | -                  | 31     | 2      |
| 1937-1938          | Juventus           | A                  | 28         | 1          | CI              | 5               | 0               | MC                 | 6                  | 1                  | 39     | 2      |
| 1938-1939          | Juventus           | A                  | 24         | 1          | CI              | 1               | 0               | -                  | -                  | -                  | 25     | 1      |
| Totale Juventus    | Totale Juventus    | Totale Juventus    | 225        | 19         |                 | 12              | 1               |                    | 24                 | 2                  | 261    | 22     |
| Totale carriera    | Totale carriera    | Totale carriera    | 431+       | 59+        |                 | 15              | 1               |                    | 24                 | 2                  | 470+   | 62+    |

| Stagione | Squadra    | Campionato | Campionato | Campionato | Coppe nazionali | Coppe nazionali | Coppe nazionali | Coppe continentali | Coppe continentali | Coppe continentali | Totale | Totale |
| Stagione | Squadra    | Comp       | Pres       | Reti       | Comp            | Pres            | Reti            | Comp               | Pres               | Reti               | Pres   | Reti   |
| -------- | ---------- | ---------- | ---------- | ---------- | --------------- | --------------- | --------------- | ------------------ | ------------------ | ------------------ | ------ | ------ |
| 1923     | Alvear     | CC         | 1          | 0          | -               | -               | -               | -                  | -                  | -                  | 1      | 0      |
| 1924     | CA Palermo | CC         | ?          | ?          | -               | -               | -               | -                  | -                  | -                  | ?      | ?      |

Nota bene: Negli anni 1910 e 1920 in Argentina c'erano due federazioni calcistiche indipendenti le quali organizzavano due campionati indipendenti: l'Asociación Amateurs de Football e l'Asociación Argentina de Football. I calciatori quindi potevano essere tesserati per due società diverse contemporaneamente, a condizione che un club militasse nell'AAm e l'altro nell'AAF.

### Cronologia presenze e reti in nazionale
| Cronologia completa delle presenze e delle reti in nazionale ― Argentina | Cronologia completa delle presenze e delle reti in nazionale ― Argentina | Cronologia completa delle presenze e delle reti in nazionale ― Argentina | Cronologia completa delle presenze e delle reti in nazionale ― Argentina | Cronologia completa delle presenze e delle reti in nazionale ― Argentina | Cronologia completa delle presenze e delle reti in nazionale ― Argentina | Cronologia completa delle presenze e delle reti in nazionale ― Argentina | Cronologia completa delle presenze e delle reti in nazionale ― Argentina |
| Data                                                                     | Città                                                                    | In casa                                                                  | Risultato                                                                | Ospiti                                                                   | Competizione                                                             | Reti                                                                     | Note                                                                     |
| ------------------------------------------------------------------------ | ------------------------------------------------------------------------ | ------------------------------------------------------------------------ | ------------------------------------------------------------------------ | ------------------------------------------------------------------------ | ------------------------------------------------------------------------ | ------------------------------------------------------------------------ | ------------------------------------------------------------------------ |
| 10-8-1924                                                                | Buenos Aires                                                             | Argentina                                                                | 0 – 0                                                                    | Uruguay                                                                  | Amichevole                                                               | -                                                                        |                                                                          |
| 31-8-1924                                                                | Montevideo                                                               | Uruguay                                                                  | 2 – 3                                                                    | Argentina                                                                | Amichevole                                                               | 1                                                                        |                                                                          |
| 30-10-1927                                                               | Lima                                                                     | Argentina                                                                | 7 – 1                                                                    | Bolivia                                                                  | Coppa America 1927                                                       | -                                                                        |                                                                          |
| 20-11-1927                                                               | Lima                                                                     | Argentina                                                                | 3 – 2                                                                    | Uruguay                                                                  | Coppa America 1927                                                       | -                                                                        |                                                                          |
| 27-11-1927                                                               | Lima                                                                     | Argentina                                                                | 5 – 1                                                                    | Perù                                                                     | Coppa America 1927                                                       | -                                                                        |                                                                          |
| 29-5-1928                                                                | Amsterdam                                                                | Argentina                                                                | 11 – 2                                                                   | Stati Uniti                                                              | Olimpiadi 1928                                                           | -                                                                        |                                                                          |
| 2-6-1928                                                                 | Amsterdam                                                                | Argentina                                                                | 6 – 3                                                                    | Belgio                                                                   | Olimpiadi 1928                                                           | -                                                                        |                                                                          |
| 6-6-1928                                                                 | Amsterdam                                                                | Argentina                                                                | 6 – 0                                                                    | Egitto                                                                   | Olimpiadi 1928 - Semifinale                                              | -                                                                        |                                                                          |
| 10-6-1928                                                                | Amsterdam                                                                | Uruguay                                                                  | 1 – 1 dts                                                                | Argentina                                                                | Olimpiadi 1928 - Finale                                                  | -                                                                        |                                                                          |
| 13-6-1928                                                                | Amsterdam                                                                | Uruguay                                                                  | 2 – 1                                                                    | Argentina                                                                | Olimpiadi 1928 - Finale                                                  | 1                                                                        |                                                                          |
| 28-9-1929                                                                | Buenos Aires                                                             | Argentina                                                                | 0 – 0                                                                    | Uruguay                                                                  | Amichevole                                                               | -                                                                        |                                                                          |
| 15-7-1930                                                                | Montevideo                                                               | Argentina                                                                | 1 – 0                                                                    | Francia                                                                  | Mondiali 1930                                                            | 1                                                                        |                                                                          |
| 22-7-1930                                                                | Montevideo                                                               | Argentina                                                                | 3 – 1                                                                    | Cile                                                                     | Mondiali 1930                                                            | -                                                                        |                                                                          |
| 26-7-1930                                                                | Montevideo                                                               | Argentina                                                                | 6 – 1                                                                    | Stati Uniti                                                              | Mondiali 1930 - Semifinale                                               | 1                                                                        |                                                                          |
| 30-7-1930                                                                | Montevideo                                                               | Uruguay                                                                  | 4 – 2                                                                    | Argentina                                                                | Mondiali 1930 - Finale                                                   | -                                                                        |                                                                          |
| 4-7-1931                                                                 | Buenos Aires                                                             | Argentina                                                                | 1 – 1                                                                    | Paraguay                                                                 | Amichevole                                                               | 1                                                                        |                                                                          |
| Totale                                                                   |                                                                          | Presenze                                                                 | 16                                                                       |                                                                          | Reti                                                                     | 5                                                                        |                                                                          |

| Cronologia completa delle presenze e delle reti in nazionale ― Italia | Cronologia completa delle presenze e delle reti in nazionale ― Italia | Cronologia completa delle presenze e delle reti in nazionale ― Italia | Cronologia completa delle presenze e delle reti in nazionale ― Italia | Cronologia completa delle presenze e delle reti in nazionale ― Italia | Cronologia completa delle presenze e delle reti in nazionale ― Italia | Cronologia completa delle presenze e delle reti in nazionale ― Italia | Cronologia completa delle presenze e delle reti in nazionale ― Italia |
| Data                                                                  | Città                                                                 | In casa                                                               | Risultato                                                             | Ospiti                                                                | Competizione                                                          | Reti                                                                  | Note                                                                  |
| --------------------------------------------------------------------- | --------------------------------------------------------------------- | --------------------------------------------------------------------- | --------------------------------------------------------------------- | --------------------------------------------------------------------- | --------------------------------------------------------------------- | --------------------------------------------------------------------- | --------------------------------------------------------------------- |
| 27-11-1932                                                            | Milano                                                                | Italia                                                                | 4 – 2                                                                 | Ungheria                                                              | Amichevole                                                            | -                                                                     |                                                                       |
| 1-1-1933                                                              | Bologna                                                               | Italia                                                                | 3 – 1                                                                 | Germania                                                              | Amichevole                                                            | -                                                                     | 39’                                                                   |
| 12-2-1933                                                             | Bruxelles                                                             | Belgio                                                                | 2 – 3                                                                 | Italia                                                                | Amichevole                                                            | -                                                                     |                                                                       |
| 2-4-1933                                                              | Ginevra                                                               | Svizzera                                                              | 0 – 3                                                                 | Italia                                                                | Coppa Internazionale 1933-1935                                        | -                                                                     |                                                                       |
| 7-5-1933                                                              | Firenze                                                               | Italia                                                                | 2 – 0                                                                 | Cecoslovacchia                                                        | Coppa Internazionale 1933-1935                                        | -                                                                     |                                                                       |
| 13-5-1933                                                             | Roma                                                                  | Italia                                                                | 1 – 1                                                                 | Inghilterra                                                           | Amichevole                                                            | -                                                                     |                                                                       |
| 2-4-1933                                                              | Budapest                                                              | Ungheria                                                              | 0 – 1                                                                 | Italia                                                                | Coppa Internazionale 1933-1935                                        | -                                                                     |                                                                       |
| 3-12-1933                                                             | Firenze                                                               | Italia                                                                | 5 – 2                                                                 | Svizzera                                                              | Coppa Internazionale 1933-1935                                        | 1                                                                     |                                                                       |
| 11-2-1934                                                             | Torino                                                                | Italia                                                                | 2 – 4                                                                 | Austria                                                               | Coppa Internazionale 1933-1935                                        | -                                                                     |                                                                       |
| 25-3-1934                                                             | Milano                                                                | Italia                                                                | 4 – 0                                                                 | Grecia                                                                | Qual. Mondiali 1934                                                   | -                                                                     |                                                                       |
| 27-5-1934                                                             | Roma                                                                  | Italia                                                                | 7 – 1                                                                 | Stati Uniti                                                           | Mondiali 1934 - Ottavi di finale                                      | -                                                                     |                                                                       |
| 31-5-1934                                                             | Firenze                                                               | Italia                                                                | 1 – 1 dts                                                             | Spagna                                                                | Mondiali 1934 - Quarti di finale                                      | -                                                                     |                                                                       |
| 1-6-1934                                                              | Firenze                                                               | Italia                                                                | 1 – 0                                                                 | Spagna                                                                | Mondiali 1934 - Quarti di finale (ripetizione)                        | -                                                                     |                                                                       |
| 3-6-1934                                                              | Roma                                                                  | Italia                                                                | 1 – 0                                                                 | Austria                                                               | Mondiali 1934 - Semifinale                                            | -                                                                     |                                                                       |
| 10-6-1934                                                             | Roma                                                                  | Italia                                                                | 2 – 1 dts                                                             | Cecoslovacchia                                                        | Mondiali 1934 - Finale                                                | -                                                                     |                                                                       |
| 14-11-1934                                                            | Londra                                                                | Inghilterra                                                           | 3 – 2                                                                 | Italia                                                                | Amichevole                                                            | -                                                                     |                                                                       |
| 24-11-1935                                                            | Milano                                                                | Italia                                                                | 2 – 2                                                                 | Ungheria                                                              | Coppa Internazionale 1933-1935                                        | -                                                                     |                                                                       |
| 5-4-1936                                                              | Zurigo                                                                | Svizzera                                                              | 1 – 2                                                                 | Italia                                                                | Amichevole                                                            | -                                                                     |                                                                       |
| Totale                                                                |                                                                       | Presenze                                                              | 18                                                                    |                                                                       | Reti                                                                  | 1                                                                     |                                                                       |

## Palmarès

### Giocatore

#### Club
- Campionato argentino: 4

Huracán: 1921
San Lorenzo: 1923, 1924, 1927
- Campionato italiano: 4

Juventus: 1931-1932, 1932-1933, 1933-1934, 1934-1935
- Coppa Italia: 1

Juventus: 1937-1938

#### Nazionale
- Campeonato Sudamericano de Football: 1

Argentina: Perù 1927
- Argento olimpico: 1

Argentina: Amsterdam 1928
- Campionato mondiale: 1

Italia: Italia 1934
- Coppa Internazionale: 1

Italia: 1933-1935

#### Individuale
- All-Star Team del mondiale: 2[39]

Uruguay 1930, Italia 1934

### Allenatore
- Coppa Italia: 1

Juventus: 1941-1942
- Campionato italiano Serie C: 1

Varese: 1942-1943 (girone D; girone finale A)

### Videografia
- Federico Ferri e Federico Buffa, Storie Mondiali: Il grande Uruguay (1930), Sky Sport, 2014.